# Hallucinations
Hallucinations es el primer álbum de estudio de la banda alemana de death metal Atrocity, publicado en 1990 por Roadrunner Records. El CD incluye el EP Blue Blood y fue producido por Scott Burns.

## Lista de canciones
1. "Deep in Your Subconscious" – 5:26
2. "Life Is a Long and Silent River" –  3:36
3. "Fatal Step" –  2:45
4. "Hallucinations" –  4:30
5. "Defeated Intellect" –  5:25
6. "Abyss of Addiction" –  3:39
7. "Hold out (To the End)" –  5:14
8. "Last Temptation" –  5:17
9. "Blue Blood" –  4:08
10. "When the Fire Burns over the Sea" –  1:57
11. "Humans Lost Humanity" –  4:41

Bonus CD (EP Blue Blood)
1. "Blue Blood" -  4:08
2. "When The Fire Burns Over The Seas" –  1:57
3. "Humans Lost Humanity" –  4:41

## Intérpretes
- Alex Krull - Voz
- Mathias Röderer - Guitarra
- Richard Scharf - Guitarra
- Oliver Klasen - Bajo
- Michael Schwarz - Batería
- H.R. Giger - Cover: Trabajo Nº 93, “Hommage an S. Beckett I”
- Grabado y mezclado en Morrisound Recording, Tampa, Florida (junio/julio de 1990)
- Producido por Scott Burns y Atrocity
- Mezclado por Scott Burns y Atrocity
- Ingenieros de grabación: Scott Burns y Tom Morris
- Producción ejecutiva por Markus Staiger